# Йоганн фон Паллавічіні
Йоганн фон Паллавічіні (угор. Pallavicini János őrgróf, нім. Johann Markgraf von Pallavicini; 18 березня 1848, Падуя — 4 травня 1941, Боршод-Абауй-Земплен, Угорщина) — австро-угорський дипломат, маркіз. Останній посол Австро-Угорщини в Османській імперії.

## Біографія
Походив зі стародавнього італійського шляхетського роду Паллавічіні. Народився в Падуї. Навчався в Еденбурзі і Відні, потім вступив на австро-угорську дипломатичну службу.
У 1871 призначений аташе посольства в Німеччині, в 1878 — у Франції, в 1880 у Великій Британії. У 1887 став секретарем посольства в Сербії. У 1894 працював адвокатом в Мюнхені, в цьому ж році призначений на дипломатичну роботу в Росію. У січні 1899 став послом в Румунії.
5 жовтня 1906 призначений послом в Османській імперії. У 1911 під час хвороби графа фон Еренталя тимчасово виконував обов'язки міністра закордонних справ Австро-Угорщини. У 1908 виступав проти анексії Боснії.
Після початку Першої світової війни домігся вступу Туреччини у війну на боці Центральних держав.
У квітні 1917 маркіз фон Паллавічіні відмовився від пропозиції імператора Карла I стати міністром закордонних справ.
Кавалер Великого хреста Королівського угорського ордена Святого Стефана (1917). Член верхньої палати парламенту Угорщини (з 1927).
Помер в (Pusztaradvány), в Угорщині 4 травня 1941 в власному замку.